# Luitpold Weegmann
Luitpold Weegmann (* 26. Juli 1885 in Bamberg; † 28. August 1966 ebenda) war Oberbürgermeister von Bamberg und späterer Ehrenbürger seiner Heimatstadt.

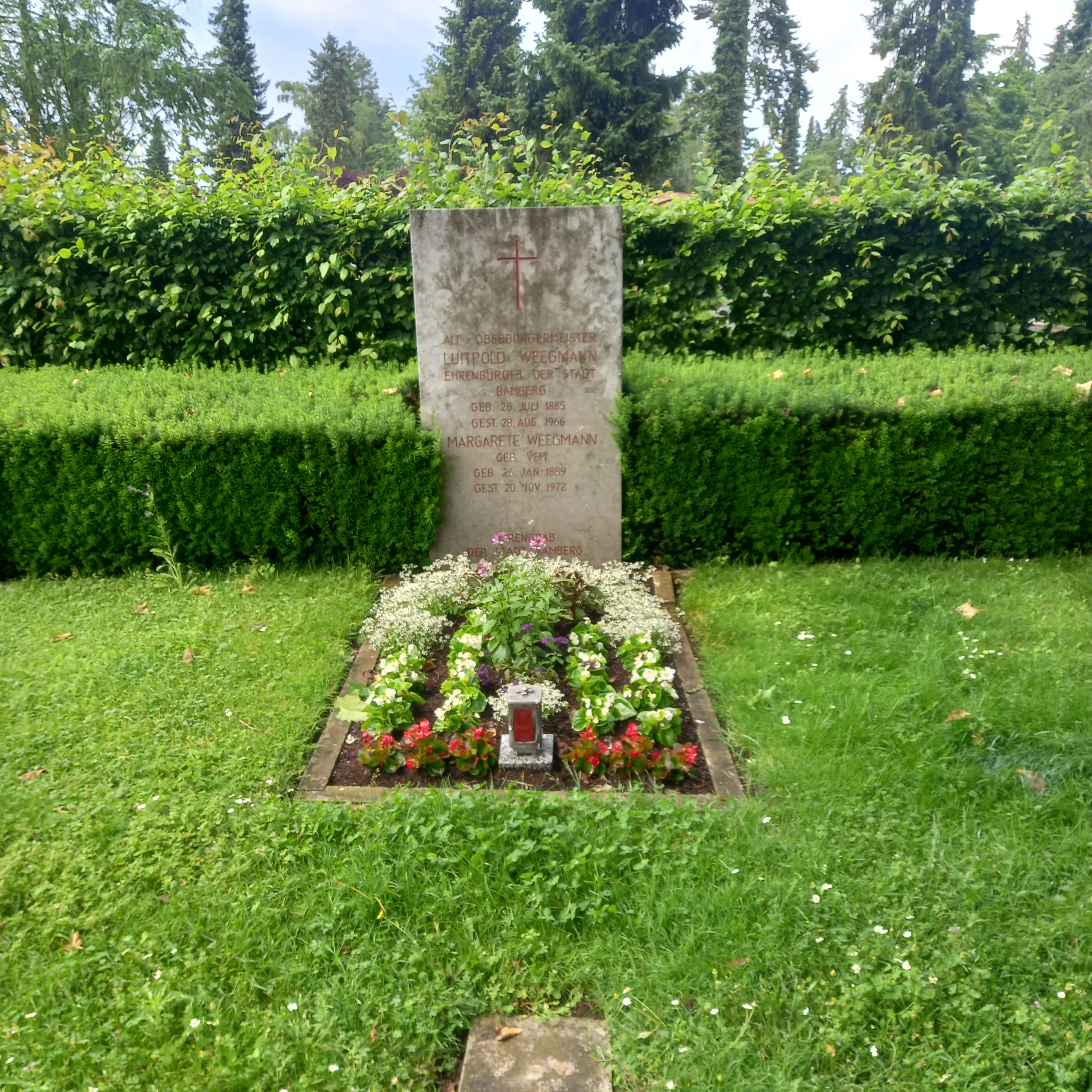
Das Grab von Luitpold Weegmann und seiner Ehefrau Margarete geborene Veit auf dem Hauptfriedhof in Bamberg

## Leben
Während seines Studiums wurde er 1904 Mitglied der Burschenschaft Danubia München.
Der Rechtsanwalt Weegmann war vom 1. April 1924, nach anderen Quellen bereits vom 24. Februar 1924 bis zur Absetzung durch die Nationalsozialisten am 31. März 1934 Oberbürgermeister. Ab dem 26. April 1933 war ihm Lorenz Zahneisen als zweiter, ehrenamtlicher Bürgermeister beigeordnet worden. Während seiner Amtszeit entstand ab 1925 das für Sport und Erholung vorgesehene Areal des Volksparks, unter anderem mit einem Stadion, Schwimmbad und einer Radrennbahn. In seiner ersten Amtszeit wurde er von der BVP unterstützt.
Er wurde durch die Besatzungsmacht nach dem Ende des Zweiten Weltkriegs auf Vorschlag von Thomas Dehler wieder eingesetzt. Am 7. Juni 1946 und am 1. Juli 1948 wurde er durch den Stadtrat bestätigt, die Wahl am 30. März 1952 gewann er mit 64,7 % der abgegebenen Stimmen. Er bekleidete das Amt des Oberbürgermeisters vom 16. April 1945 bis zum 1. Mai 1958. Nach dem Krieg gehörte er mit zu den Gründungsmitgliedern der CSU in Bamberg.
Weegmann verstarb am 28. August 1966 in Bamberg und wurde in der 5. Abteilung des Hauptfriedhofes Bamberg im für Ehrengräber der Stadt Bamberg vorgesehenen Bereich bestattet.

## Ehrungen
Der unter ihm in der ersten Hälfte der 1950er Jahre begonnene Berufsschulbau in der Dr.-von-Schmidt-Straße 12 erhielt bei der offiziellen Einweihung des zweiten Bauabschnitts am 22. Mai 1955 den Namen „Luitpold-Weegmann-Schule“ in Anerkenntnis seines Einsatzes für den Bau einer der größten Berufsschulen in Bayern. Dort wurde auch eine Gedenktafel angebracht.
Nach ihm wurde das Weegmannufer entlang des Rhein-Main-Donau-Kanals benannt. 1953 wurde er mit dem Verdienstkreuz (Steckkreuz) der Bundesrepublik Deutschland, 1959 mit dem Bayerischen Verdienstorden ausgezeichnet.

## Nachlass
Sein Nachlass befindet sich im Stadtarchiv Bamberg.